# Malacoctenus aurolineatus
Malacoctenus aurolineatus är en fiskart som beskrevs av Smith, 1957. Malacoctenus aurolineatus ingår i släktet Malacoctenus och familjen Labrisomidae. Inga underarter finns listade i Catalogue of Life.